# Vesly, Eure
 Vesly  là một xã thuộc tỉnh Eure trong vùng Normandie miền bắc nước Pháp.